# Campionat per parelles de pilota basca
El Campionat per parelles és la màxima competició de pilota basca a mà jugada per parelles, ço és, 2 equips de dos membres per hom.

## Historial
| A    | Frontó                       | Campions                      | Res.  | Subcampions                |
| ---- | ---------------------------- | ----------------------------- | ----- | -------------------------- |
| 2018 | Bilbao                       | Ezkurdia i Zabaleta           | 22-9  | Elezkano II i Rezusta      |
| 2017 | Bilbao                       | Irribarria i Rezusta          | 22-14 | Bengoetxea VI i Larunbe    |
| 2010 | Xala i Zubieta               | Gonzalez i Laskurain          | 22-14 | Ogueta de Vitòria          |
| 2009 | Martinez de Irujo i Goñi III | Olaizola II i Mendizabal II   | 22-21 | Atano III de Sant Sebastià |
| 2008 | Olaizola II i Mendizabal II  | Titín III i Laskurain         | 22-17 | Ogueta de Vitòria          |
| 2007 | Xala i Eulate                | Olaizola I i Beloki I         | 22-18 | Ogueta de Vitòria          |
| 2006 | Martinez de Irujo i Eulate   | Olaizola II i Zearra          | 22-11 | Ogueta de Vitòria          |
| 2005 | Martinez de Irujo i Goñi III | Bengoetxea VI i Beloki I      | 22-12 | Atano III de Sant Sebastià |
| 2004 | Titín III i Goñi III         | Martinez de Irujo i Lasa III  | 22-10 | Atano III de Sant Sebastià |
| 2003 | Koka i Beloki I              | Olaizola II i Pascual         | 22-15 | Atano III de Sant Sebastià |
| 2002 | Xala i Lasa III              | Olaizola I i Patxi Ruiz       | 22-19 | Atano III de Sant Sebastià |
| 2001 | Olaizola I i Goñi III        | Alustiza i Beloki I           | 22-13 | Atano III de Sant Sebastià |
| 2000 | Titín III i Lasa III         | Unanue i Errasti              | 22-19 | Ogueta de Vitòria          |
| 1999 | Olaizola I i Elkoro          | Goñi II i Zezeaga             | 22-15 | Adarraga de Logronyo       |
| 1999 | Nagore i Errandonea          | Berasaluze VIII i Beloki I    | 22-17 | Atano III de Sant Sebastià |
| 1998 | Unanue i Errasti             | Etxaniz i Elkoro              | 22-21 | Atano III de Sant Sebastià |
| 1997 | Retegi II i Lasa III         | Eugi i Zezeaga                | 22-14 | Atano III de Sant Sebastià |
| 1996 | Capellán i Beloki I          | Etxaniz i Arretxe I           | 22-18 | Atano III de Sant Sebastià |
| 1995 | Retegi II i Errandonea       | Unanue i Zezeaga              | 22-17 | Atano III de Sant Sebastià |
| 1994 | Titín III i Arretxe I        | Retegi II i Beloki I          | 22-14 | Ogueta de Vitòria          |
| 1994 | Etxaniz i Zezeaga            | Urionagena i Galartza III     | 22-15 |                            |
| 1993 | Alustiza i Maiz II           | Titín III i Arretxe I         | 22-20 | Ogueta de Vitòria          |
| 1992 | Vergara II i Arretxe I       | Unanue i Zezeaga              | 22-18 | Ogueta de Vitòria          |
| 1991 | Retegi II i Arretxe I        | Salaberria i Galartza III     | 22-19 | Anoeta de Sant Sebastià    |
| 1990 | Retegi II i Errandonea I     | Vergara II i Etxenagusia      | 22-03 | Anoeta de Sant Sebastià    |
| 1989 | Laduche i Tolosa I           | Retegi II i Arretxe I         | 22-18 | Anoeta de Sant Sebastià    |
| 1988 | Retegi II i Errandonea I     | Laduche i Martinikorena       | 22-16 | Anoeta de Sant Sebastià    |
| 1987 | Laduche i Tolosa I           | Alustiza i Galartza III       | 22-14 | Anoeta de Sant Sebastià    |
| 1986 | Vergara II i Martinikorena   | Alustiza i Tolosa I           | 22-15 | Anoeta de Sant Sebastià    |
| 1985 | Vergara II i Martinikorena   | Oreja III i Galartza III      | 22-18 | Anoeta de Sant Sebastià    |
| 1984 | Bengoetxea IV i Maiz II      | Oreja III i Aldazabal II      | 22-18 | Anoeta de Sant Sebastià    |
| 1983 | Bengoetxea IV i Maiz II      | García Ariño IV i Gorostiza   | 22-11 | Anoeta de Sant Sebastià    |
| 1982 | Beristain i Tolosa I         | García Ariño IV i Maiz II     | 22-21 | Anoeta de Sant Sebastià    |
| 1981 | García Ariño IV i Maiz II    | Vergara II i Martinikorena    | 22-13 | Anoeta de Sant Sebastià    |
| 1980 | Bengoetxea III i Gorostiza   | Pierola II i Maiz II          | 22-15 | Anoeta de Sant Sebastià    |
| 1979 | Pierola II i Maiz II         | Retegi I i Aldazabal II       | 22-14 | Anoeta de Sant Sebastià    |
| 1962 | Germans Arriaran             | Ogeta i Etxabe X              | 22-15 |                            |
| 1945 | Txikito d'Iraeta i Lazkano   | Atano VII i Atano IV          | 22-21 |                            |
| 1944 | Onaindia i Urcelay           | Ubilla I i Kortabitarte       | 22-16 |                            |
| 1942 | Onaindia i Urcelay           | Txikito d'Iraeta i Gallastegi | 22-18 | Gros de Sant Sebastià      |

## 2008[calcitació]
El campionat del 2008, oficialment anomenat VI Campionat de parelles de la LEPM (Lliga d'empreses de pilota a mà) el juguen 8 parelles, 4 de l'empresa Asegarce i altres 4 d'Aspe en 2 rondes i una partida final. En la 1a fase cada parella juga contra altres 4 parelles dos partides, d'anada i de tornada, classificant-se les quatre millors. En la 2a fase, les 4 parelles juguen totes contra totes, passant a la final les dues millors.
| - Parelles d'Asegarce: - Olaizola II i Zearra - Olaizola I i Beloki - Bengoetxea VI i Ruiz - Koka i Begino - Reserves: - Leiza - Mendizabal II - Otxandorena |  | - Parelles d'Aspe: - Titín III i Laskurain - González i Barriola - Eugi (per Martinez de Irujo) i Lasa III - Xala i Pascual - Reserves: - Capellán - Eugi - Goñi III - Olazabal |

### 1a Fase
| Data     | Frontó                     | Roig                        | Blau                         | Resultat |
| -------- | -------------------------- | --------------------------- | ---------------------------- | -------- |
| 04/01/08 | Atano III de Sant Sebastià | Olaizola II i Otxandorena   | Titín III i Laskurain        | 11-22    |
| 05/01/08 | Labrit de Pamplona         | Xala i Pascual              | Bengoetxea VI i Ruiz         | 22-17    |
| 06/01/08 | Astelena d'Eibar           | Koka i Begino               | González i Barriola          | 20-22    |
| 07/01/08 | Beotibar de Tolosa         | Eugi i Lasa III             | Olaizola I i Beloki          | 16-22    |
| 11/01/08 | Uranzu d'Irun              | Titín III i Laskurain       | Koka i Begino                | 22-04    |
| 12/01/08 | Labrit de Pamplona         | Olaizola II i Zearra        | González i Barriola          | 11-22    |
| 13/01/08 | Astelena d'Eibar           | Olaizola I i Otxandorena    | Capellán i Pascual           | 22-21    |
| 14/01/08 | Beotibar de Tolosa         | Bengoetxea VI i Ruiz        | Eugi i Lasa III              | 22-14    |
| 18/01/08 | Mungia                     | Olaizola I i Otxandorena    | González i Goñi III          | 14-22    |
| 19/01/08 | Labrit de Pamplona         | Olaizola II i Mendizabal II | Capellán i Lasa III          | 22-14    |
| 20/01/08 | Astelena d'Eibar           | Titín III i Laskurain       | Bengoetxea VI i Ruiz         | 18-22    |
| 21/01/08 | Beotibar de Tolosa         | Koka i Begino               | Xala i Pascual               | 22-15    |
| 25/01/08 | Urduliz                    | Olaizola II i Mendizabal II | Capellán i Pascual           | 22-14    |
| 26/01/08 | Íscar                      | Titín III i Laskurain       | Olaizola I i Otxandorena     | 22-09    |
| 26/01/08 | Labrit de Pamplona         | González i Barriola         | Bengoetxea VI i Ruiz         | 22-09    |
| 27/01/08 | Astelena d'Eibar           | Koka i Begino               | Eugi i Lasa III              | 22-15    |
| 01/02/08 | Legutiano                  | Olazabal i Lasa III         | Olaizola I i Otxandorena     | 11-22    |
| 02/02/08 | Labrit de Pamplona         | Olaizola II i Mendizabal II | Titín III i Laskurain        | 22-16    |
| 02/02/08 | Idiazabal                  | Koka i Begino               | González i Barriola          | 21-22    |
| 03/02/08 | Astelena d'Eibar           | Xala i Pascual              | Bengoetxea VI i Peñagarikano | 20-22    |
| 08/02/08 | Atano III de Sant Sebastià | Olaizola II i Mendizabal II | González i Barriola          | 21-22    |
| 09/02/08 | Labrit de Pamplona         | Olaizola I i Beloki         | Xala i Pascual               | 08-22    |
| 10/02/08 | Adarraga de Logronyo       | Titín III i Laskurain       | Koka i Begino                | 22-13    |
| 11/02/08 | Beotibar de Tolosa         | Bengoetxea VI i Ruiz        | Olazabal i Lasa III          | 22-06    |
| 15/02/08 | Quintanar de la Sierra     | Olaizola II i Mendizabal II | Olazabal i Lasa III          | 22-05    |
| 16/02/08 | Labrit de Pamplona         | Titín III i Laskurain       | Bengoetxea VI i Ruiz         | 22-16    |
| 16/02/08 | Miranda de Ebro            | Olaizola I i Otxandorena    | González i Barriola          | 21-22    |
| 17/02/08 | Astelena d'Eibar           | Koka i Begino               | Xala i Pascual               | 22-17    |
| 22/02/08 | Covaleda                   | Titín III i Laskurain       | Olaizola I i Otxandorena     | 22-16    |
| 23/02/08 | Labrit de Pamplona         | Olaizola II i Mendizabal II | Xala i Pascual               | 12-22    |
| 24/02/08 | Atano III de Sant Sebastià | González i Barriola         | Leiza i Ruiz                 | 22-20    |
| 25/02/08 | Beotibar de Tolosa         | Koka i Begino               | Olazabal i Lasa III          | 22-12    |